# Alexander Beliavsky
Alexander Genrikhovich Beliavsky (Lviv, 17 de dezembro de 1953) é um GM ucraniano, problemista, compositor de xadrez e escritor. Atualmente vive na Eslovênia, por onde joga as olimpíadas por equipes. Ele é conhecido por seus estilo firme de jogar e seu repertório de aberturas clássicas como o Gambito da Dama, Abertura Ruy López e a Defesa Francesa, por exemplo.
Beliavsky venceu o Campeonato Mundial de Xadrez Júnior em 1973 e o Campeonato Soviético de Xadrez em quatro ocasiões: 1973 1974, 1980, 1987 e 1990. No ciclo do Campeonato Mundial de Xadrez, se qualificou para o Torneio de Candidatos, mas perdeu para o eventual campeão Garry Kasparov nas quartas de final da competição. Em torneios foi o primeiro em Baden (1980), Tilburg (1981), segundo em Tilburg (1984) e primeiro em Wijk aan Zee (1984). Na segunda disputa da Rússia vs Resto do Mundo em 1984, foi o maior pontuador da equipe soviética, ao derrotar Yasser Seirawan 2-0 e Bent Larsen 1½-½.
Beliavsky também é compositor de estudos de finais, tendo publicado aproximadamente 50 composições, muitas juntos com Leopold Mitrofanov, tendo vencido seis prêmios em torneios da modalidade.

## Livros publicados
- Beliavsky, Alexander; Mikhalchishin, Adrian (1995). Winning Endgame Technique. [S.l.]: Batsford. ISBN 0-7134-7512-9
- Beliavsky, Alexander; Mikhalchishin, Adrian (2000). Winning Endgame Strategy. [S.l.]: Batsford. ISBN 0-7134-8446-2
- Beliavsky, Alexander; Mikhalchishin, Adrian (2003). Modern Endgame Practice. [S.l.]: Batsford. ISBN 0-7134-8740-2
- Beliavsky, Alexander; Mikhalchishin, Adrian (2003). Modern Endgame Practice. [S.l.]: Batsford. ISBN 0-7134-8740-2